# Serhij Rybałka
Serhij Ołeksandrowycz Rybałka, ukr. Сергій Олександрович Рибалка (ur. 1 kwietnia 1990 w Jamnem) – ukraiński piłkarz, grający na pozycji pomocnika.

## Kariera piłkarska

### Kariera klubowa
Wychowanek DJuFK Arsenał Charków. Występował w juniorskich mistrzostwach Ukrainy (DJuFL) w klubach Arsenał Charków (2003-2006) oraz Szachtar Donieck (2007). Karierę piłkarską rozpoczął 20 sierpnia 2006 w klubie Arsenał Charków. Latem 2008 został zaproszony do Dynama Kijów. 3 sierpnia rozegrał pierwszy mecz w składzie Dynamo-2 Kijów. Występował również w rezerwowej drużynie Dynama. 6 listopada 2011 roku zadebiutował w podstawowym składzie dynamowskiej drużyny. W styczniu 2013 został wypożyczony do mistrza Czech Slovana Liberec. 8 września 2017 został wypożyczony do Sivassporu. Po zakończeniu sezonu 2017/18 wrócił do Dynama. Latem 2018 turecki klub wykupił transfer piłkarza.

### Kariera reprezentacyjna
Występował w reprezentacji Ukrainy U-18 oraz reprezentacji Ukrainy U-19.

## Sukcesy i odznaczenia
- mistrz Europy U-19: 2009